# 八潮本線料金所
八潮本線料金所（やしおほんせんりょうきんじょ）は、埼玉県八潮市の首都高速6号三郷線上り線（小菅JCT・東京方面）に設置されている本線料金所である。

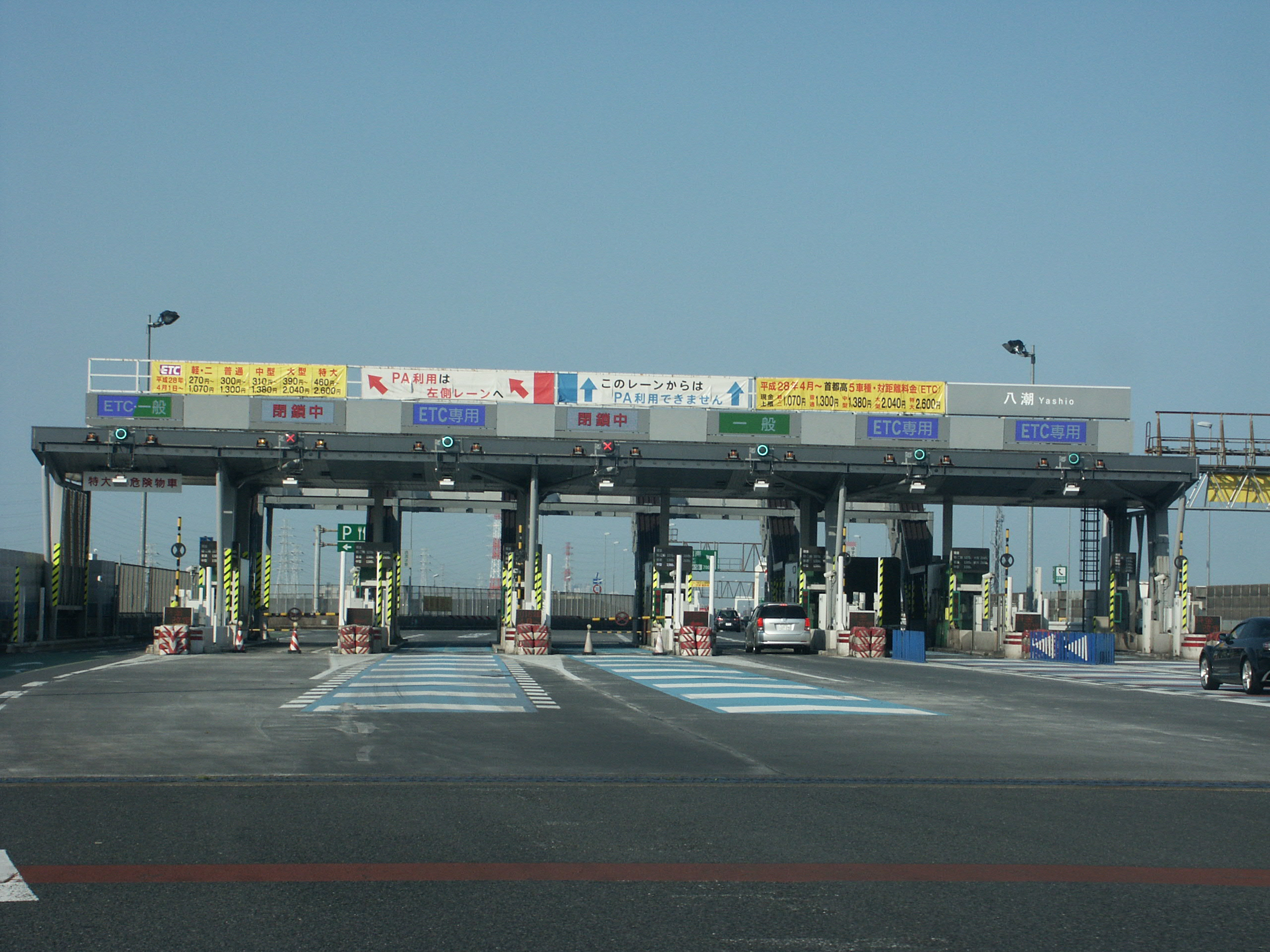
八潮本線料金所

これから首都高速道路を通行する車両に対して現金車は一律料金を徴収し、ETC車は通行の記録が行われる。常磐道を通行してきた車両はすでに三郷料金所で通行料金の清算が終わっているが外環道を通行してきた場合は当料金所で外環道の通行料金が清算される。料金所を通過したすぐの所に八潮PAが併設されている。

## 道路
- 首都高速6号三郷線

## 料金所
- ブース数：7
  - ETC専用：4
  - ETC/一般：1
  - 一般：1
  - 閉鎖中：1

## 隣
首都高速6号三郷線
(655,656)八潮南出入口 - 八潮PA - 八潮TB - (657)八潮出入口